# Triple saut masculin aux championnats du monde d'athlétisme 2013
Navigation
Daegu 2011 Pékin 2015
L'épreuve du triple saut masculin des championnats du monde de 2013 s'est déroulée les 16 et 18 août 2013 dans le Stade Loujniki, le stade olympique de Moscou, en Russie. Elle est remportée par le Français Teddy Tamgho.

## Records et performances

### Records
Les records du triple saut hommes (mondial, des championnats et par continent) étaient avant les championnats 2013 les suivants.
| Record                    | Athlète          | Pays        | Résultat | Lieu      | Date            |
| ------------------------- | ---------------- | ----------- | -------- | --------- | --------------- |
| Record du monde           | Jonathan Edwards | Royaume-Uni | 18,29 m  | Göteborg  | 7 août 1995     |
| Record des championnats   | Jonathan Edwards | Royaume-Uni | 18,29 m  | Göteborg  | 7 août 1995     |
| Record d'Afrique          | Tarik Bouguetaïb | Maroc       | 17,37 m  | Khémisset | 14 juillet 2007 |
| Record d'Asie             | Yanxi Li         | Chine       | 17,59 m  | Jinan     | 26 octobre 2009 |
| Record d'Amérique du Nord | Kenny Harrison   | États-Unis  | 18,09 m  | Atlanta   | 27 juillet 1996 |
| Record d'Amérique du Sud  | Jadel Gregório   | Brésil      | 17,90 m  | Belém     | 20 mai 2007     |
| Record d'Europe           | Jonathan Edwards | Royaume-Uni | 18,29 m  | Göteborg  | 7 août 1995     |
| Record d'Océanie          | Ken Lorraway     | Australie   | 17,46 m  | Londres   | 7 août 1982     |

### Meilleures performances de l'année 2013
Les dix athlètes les plus performants de l'année sont, avant les championnats, les suivants.
|    | Athlète          | Pays       | Résultat | Lieu                    | Date            |
| -- | ---------------- | ---------- | -------- | ----------------------- | --------------- |
| 1  | Pedro Pichardo   | Cuba       | 17,69 m  | La Havane               | 4 juin 2013     |
| 2  | Christian Taylor | États-Unis | 17,66 m  | Birmingham              | 30 juin 2013    |
| 3  | Teddy Tamgho     | France     | 17,47 m  | Birmingham              | 30 juin 2013    |
| 3  | Will Claye       | États-Unis | 17,47 m  | Chula Vista, Californie | 5 juillet 2013  |
| 5  | Ernesto Revé     | Cuba       | 17,46 m  | La Havane               | 17 mars 2013    |
| 6  | Yoann Rapinier   | France     | 17,45 m  | Charléty, Paris         | 13 juillet 2013 |
| 7  | Samyr Lainé      | Haïti      | 17,36 m  | Walnut (Californie)     | 20 avril 2013   |
| 8  | Daniele Greco    | Italie     | 17,25 m  | Monaco                  | 19 juillet 2013 |
| 9  | Ryan Grinnell    | États-Unis | 17,22 m  | Chicago                 | 27 juin 2013    |
| 10 | Aleksey Fedorov  | Russie     | 17,13 m  | Tampere                 | 14 juillet 2013 |

## Engagés
Pour se qualifier pour les Championnats (minima A), il fallait avoir réalisé au moins 17,20 m entre le 1er octobre 2012 et le 29 juillet 2013. Le minima B est de 16,85 m .

## Médaillés
| Or           | Argent         | Bronze     |
| Teddy Tamgho | Pedro Pichardo | Will Claye |

## Résultats

### Finale
| Rang               | Athlète                   | Pays       | Essais  | Essais  | Essais  | Essais  | Essais  | Essais  | Marque  | Notes  |
| Rang               | Athlète                   | Pays       | 1       | 2       | 3       | 4       | 5       | 6       | Marque  | Notes  |
| ------------------ | ------------------------- | ---------- | ------- | ------- | ------- | ------- | ------- | ------- | ------- | ------ |
| Médaille d'or      | Teddy Tamgho              | France     | 17,65 m | X       | X       | 17,68 m | X       | 18,04 m | 18,04 m | WL, NR |
| Médaille d'argent  | Pedro Pichardo            | Cuba       | 17,38 m | 17,68 m | X       | 17,22 m | 17,52 m | 16,98 m | 17,68 m |        |
| Médaille de bronze | Will Claye                | États-Unis | 17,19 m | 17,33 m | 17,52 m | 17,38 m | 16,94 m | 17,46 m | 17,52 m |        |
| 4                  | Christian Taylor          | États-Unis | 16,99 m | X       | 16,49 m | 16,69 m | 17,13 m | 17,20 m | 17,20 m |        |
| 5                  | Aleksey Fedorov           | Russie     | 16,34 m | 16,90 m | X       | 16,79 m | X       | 16,42 m | 16,90 m |        |
| 6                  | Marian Oprea              | Roumanie   | 16,82 m | X       | 16,59 m | X       | X       | X       | 16,82 m |        |
| 7                  | Gaëtan Saku Bafuanga Baya | France     | 16,64 m | 16,79 m | 15,97 m | 16,70 m | 16,64 m | 16,24 m | 16,79 m |        |
| 8                  | Fabrizio Schembri         | Italie     | X       | 16,61 m | 16,74 m | X       | 16,00 m | X       | 16,74 m |        |
| 9                  | Dong Bin                  | Chine      | X       | 16,65 m | 16,73 m |         |         |         | 16,73 m |        |
| 10                 | Dimítrios Tsiámis         | Grèce      | 16,66 m | X       | 16,38 m |         |         |         | 16,66 m |        |
| 11                 | Samyr Lainé               | Haïti      | X       | 16,09 m | X       |         |         |         | 16,09 m |        |
| 12                 | Yoann Rapinier            | France     | 13,98 m | X       | 15,17 m |         |         |         | 15,17 m |        |

### Qualifications
| Rang | Groupe | Athlète              | Nationalité | #1      | #2      | #3      | Résultat | Notes |
| ---- | ------ | -------------------- | ----------- | ------- | ------- | ------- | -------- | ----- |
| 1    | A      | Teddy Tamgho         | France      | x       | 17,41 m |         | 17,41 m  | Q     |
| 2    | B      | Yoann Rapinier       | France      | 16,79 m | 17,39 m |         | 17,39 m  | Q     |
| 3    | B      | Christian Taylor     | États-Unis  | 17,36 m |         |         | 17,36 m  | Q     |
| 4    | A      | Will Claye           | États-Unis  | 16,81 m | 17,08 m |         | 17,08 m  | Q     |
| 5    | B      | Pedro Pablo Pichardo | Cuba        | 17,06 m |         |         | 17,06 m  | Q     |
| 6    | A      | Dong Bin             | Chine       | x       | x       | 16,98 m | 16,98 m  | q     |
| 7    | A      | Marian Oprea         | Roumanie    | 16,91 m | x       | x       | 16,91 m  | q     |
| 8    | B      | Samyr Lainé          | Haïti       | 16,87 m | 16,54 m | -       | 16,87 m  | q     |
| 9    | B      | Fabrizio Schembri    | Italie      | 16,57 m | 16,83 m | -       | 16,83 m  | q     |
| 10   | B      | Aleksey Fedorov      | Russie      | x       | 15,98 m | 16,83 m | 16,83 m  | q     |
| 11   | B      | Dimítrios Tsiámis    | Grèce       | 16,69 m | 16,06 m | 16,47 m | 16,69 m  | q     |
| 12   | A      | Gaëtan Saku Bafuanga | France      | 16,63 m | 16,37 m | 15,91 m | 16,63 m  | q     |
| 13   | A      | Renjith Maheswary    | Inde        | 16,08 m | 16,63 m | 16,28 m | 16,63 m  |       |
| 14   | B      | Viktor Kuznyetsov    | Ukraine     | 16,50 m | 16,60 m | x       | 16,60 m  |       |
| 15   | A      | Fabrizio Donato      | Italie      | x       | 16,20 m | 16,53 m | 16,53 m  |       |
| 16   | A      | Jefferson Sabino     | Brésil      | x       | 16,49 m | 16,53 m | 16,49 m  |       |
| 17   | B      | Roman Valiyev        | Kazakhstan  | 16,34 m | 16,43 m | 15,97 m | 16,43 m  |       |
| 18   | B      | Omar Craddock        | États-Unis  | 14,91 m | 16,18 m | 16,40 m | 16,40 m  |       |
| 19   | A      | Zlatozar Atanasov    | Bulgarie    | 16,16 m | 16,04 m | 16,21 m | 16,21 m  |       |
| 20   | B      | Jonathan Drack       | Maurice     | x       | 14,89 m | 15,54 m | 15,54 m  |       |
|      | A      | Daniele Greco        | Italie      | -       | -       | -       | DNS      |       |
|      | A      | Tosin Oke            | Nigeria     | -       | -       | -       | DNS      |       |

## Légende
Records et Performances
- AR : Record continental (area record)
- CR : Record des championnats (championship record)
- MR : Record du meeting (meet record)
- NR : Record national (national record)
- OR : Record olympique (olympic record)
- PR : Record paralympique (paralympic record)
- PB : Record personnel (personal best)
- SB : Meilleure performance personnelle de la saison (season's best)
- WL : Meilleure performance mondiale de l'année (world leader)
- WJR : Record du monde junior (world junior record)
- WR : Record du monde (world record)

Circonstances et Conditions
- DNF : N'a pas terminé (did not finish)
- DNS : N'a pas pris le départ (did not start)
- DQ : Disqualification (disqualification)
- NM : Aucun essai valable enregistré (No Mark)
- Q : Qualifié « directement » au prochain tour (ou à la prochaine compétition), lors d'une compétition majeure, grâce au classement ou à la réalisation des minima (automatic qualifier)
- q : Qualifié au prochain tour (ou à la prochaine compétition), lors d'une compétition majeure, grâce au repêchage ou à la réalisation de l'une des meilleures performances parmi celles des « non qualifiés directement » (grâce au meilleur temps ou à la meilleure distance par exemple) (secondary qualifier)